# Werner Görts
Werner Görts (* 15. Januar 1942 in Wuppertal) ist ein ehemaliger deutscher Fußballspieler. Er brachte es von 1965 bis 1978 bei den Vereinen Borussia Neunkirchen und Werder Bremen auf 391 Spiele und 74 Tore in der Fußball-Bundesliga. Zudem gelangen ihm 14 Tore im DFB-Pokal.

## Sportliche Laufbahn

### Beginn
Mit 20 Jahren debütierte der talentierte Flügelstürmer Werner Görts bei Bayer 04 Leverkusen in der Fußball-Oberliga West. In der Runde 1962/63 kam der aus dem Cronenberger SC (Stadtteil von Wuppertal)  hervorgegangene Stürmer auf 25 Einsätze und schoss dabei fünf Tore. Bundestrainer Sepp Herberger berief ihn im Rahmen eines Kurzlehrganges vor dem Länderspiel am 23. Dezember 1962 in Karlsruhe gegen die Schweiz bereits zu einem Testspiel am 12. Dezember in Dortmund in die Reihen der Nationalmannschaft gegen die Juniorenauswahl. Er gehörte auch dem Kader der Nationalmannschaft für das Länderspiel am 5. Mai 1963 in Hamburg gegen Brasilien an. Zum Einsatz wurde er aber nicht gebracht.
Da Bayer 04 Leverkusen nicht für die neu installierte Fußball-Bundesliga nominiert worden war, absolvierte er ab 1963 zwei Runden in der Regionalliga West. In 44 Spielen vertrat er die Farben von Bayer und erzielte dabei 10 Tore. Am 25. September 1963 trug er das Trikot des DFB in der U23-Auswahl im Spiel gegen Bulgarien in Karlsruhe.

### Bundesliga
Der saarländische Bundesligist Borussia Neunkirchen verpflichtete nach den zwei Runden Regionalliga den Flügelstürmer für die Spielzeit 1965/66. Im Ellenfeldstadion wurde er mit dem Abstiegskampf und den Qualitäten der Bundesliga-Verteidiger konfrontiert. Trainer Horst Buhtz, der auch in Italien als Spieler Erfahrung gesammelt hatte, setzte seinen Neuzugang in 28 Begegnungen ein. Zu den Torerfolgen konnte der Bundesliga-Neuling aber nur einen Treffer beisteuern. Mit 32:82 Toren stiegen die Borussen nach Schluss der Runde ab. Görts hatte aber das Interesse des Meisters aus dem Jahre 1965 geweckt, Werder Bremen gab ihm einen Vertrag für die Runde 1966/67.
Wieder spielte der Stürmer aber nur gegen den Abstieg. Als 16. hielt Bremen nur knapp die Klasse. Görts hatte dabei in 30 Spielen mitgewirkt und sechs Tore erzielt. Als nach verunglücktem Start in die Runde 1967/68 der Trainer Günter Brocker durch Fritz Langner am 9. September 1967 abgelöst wurde, profitierte davon nicht nur Werner Görts, auch die gesamte Mannschaft steigerte sich deutlich und spielte sich im Laufe der weiteren Runde bis ganz nach vorne. Görts trug mit seinen 16 Toren in 30 Spielen wesentlich zu dem am Rundenende herausgekommenen Vizemeistertitel bei. An der Seite von Bernd Rupp und Ole Bjørnmose war er die treibende Kraft in der Offensive. Seine Leistung blieb auch beim DFB nicht ohne Wirkung. Er wurde durch Bundestrainer Helmut Schön in das Aufgebot für das Länderspiel gegen Frankreich am 27. September 1967 in Berlin berufen, zum Einsatz wurde er aber wiederum nicht gebracht. Als Rechtsaußen spielte er dagegen am 24. Januar 1968 in Essen beim Spiel einer DFB-Auswahl gegen Rot-Weiss Essen in einem Testspiel für die Nationalmannschaft. Görts klopfte wiederholt ans Tor zur Nationalelf, die herausragende Klasse der Konkurrenten Reinhard Libuda, Jürgen Grabowski, Johannes Löhr und Sigfried Held versperrten aber in seinen guten Jahren den Weg hinein.
Auch die sportliche Schmalkost bei Werder Bremen war nicht förderlich für die internationale Karriere des gefährlichen Flügelstürmers. Das Hoch von 1967/68 konnte in den nächsten Jahren nicht mehr gehalten werden, die häufigen Trainerwechsel trugen auch nicht zu einer Steigerung der Mannschaftsqualität bei. In der Runde 1971/72 verbrauchte Werder vier Übungsleiter. Die Vorbereitung führte Robert Gebhardt durch, er wurde für einen Monat vom Meistertrainer des Jahres 1965, Willi Multhaup, ersetzt. Dann übernahm vom 25. Oktober 1971 bis 7. Mai 1972 Josef Piontek das Training, bevor die Schlusswochen von Fritz Langner begleitet wurden. Diese Maßnahmen trugen allerdings nicht zu einer Leistungssteigerung der Mannschaft bei und auch bei Görts konnten die ständigen Wechsel der sportlichen Führung und die damit einhergehende neue Ausrichtung in Taktik und Trainingsablauf keine Leistungsverbesserung bewirken.

### Abschluss
Mit 21 Einsätzen und einem Treffer in der Runde 1977/78 beendete Werner Görts seine Bundesliga-Laufbahn. Aber auch als 36-jähriger Routinier wurde er nochmals mit einem Trainer-Wechsel bei Werder konfrontiert. Am 2. Januar 1978 löste Fred Schulz den glücklosen Hans Tilkowski ab. Mit dem Erreichen des 15. Platzes wurde die Klasse erhalten und Werner Görts konnte beruhigt als Spieler abtreten. In seiner langen Karriere hatte sich der Mann aus Wuppertal (Cronenberg) lediglich mit einer langwierigen Knieverletzung und zwei Armbrüchen auseinanderzusetzen. Seine Beweglichkeit und Schnelligkeit ermöglichten es ihm zumeist, den härtesten körperlichen Attacken der Gegenspieler zu entgehen.

## Beruflicher Werdegang
Seit 1973 arbeitete Werner Görts wieder halbtags in seinem erlernten Beruf als Bankkaufmann.